# Kwietniczek wiązowiec
Kwietniczek wiązowiec (Anthaxia manca) – gatunek chrząszcza zaliczany do rodziny bogatkowatych. Larwy rozwijają się w drewnie wiązów, a rzadziej innych drzew liściastych. Zasiedla zachodnią Palearktykę od rejonu śródziemnomorskiego i Europy Środkowej po Azję Środkową. W Polsce gatunek rzadko spotykany, rozsiedlony głównie w zachodniej części kraju.

## Taksonomia

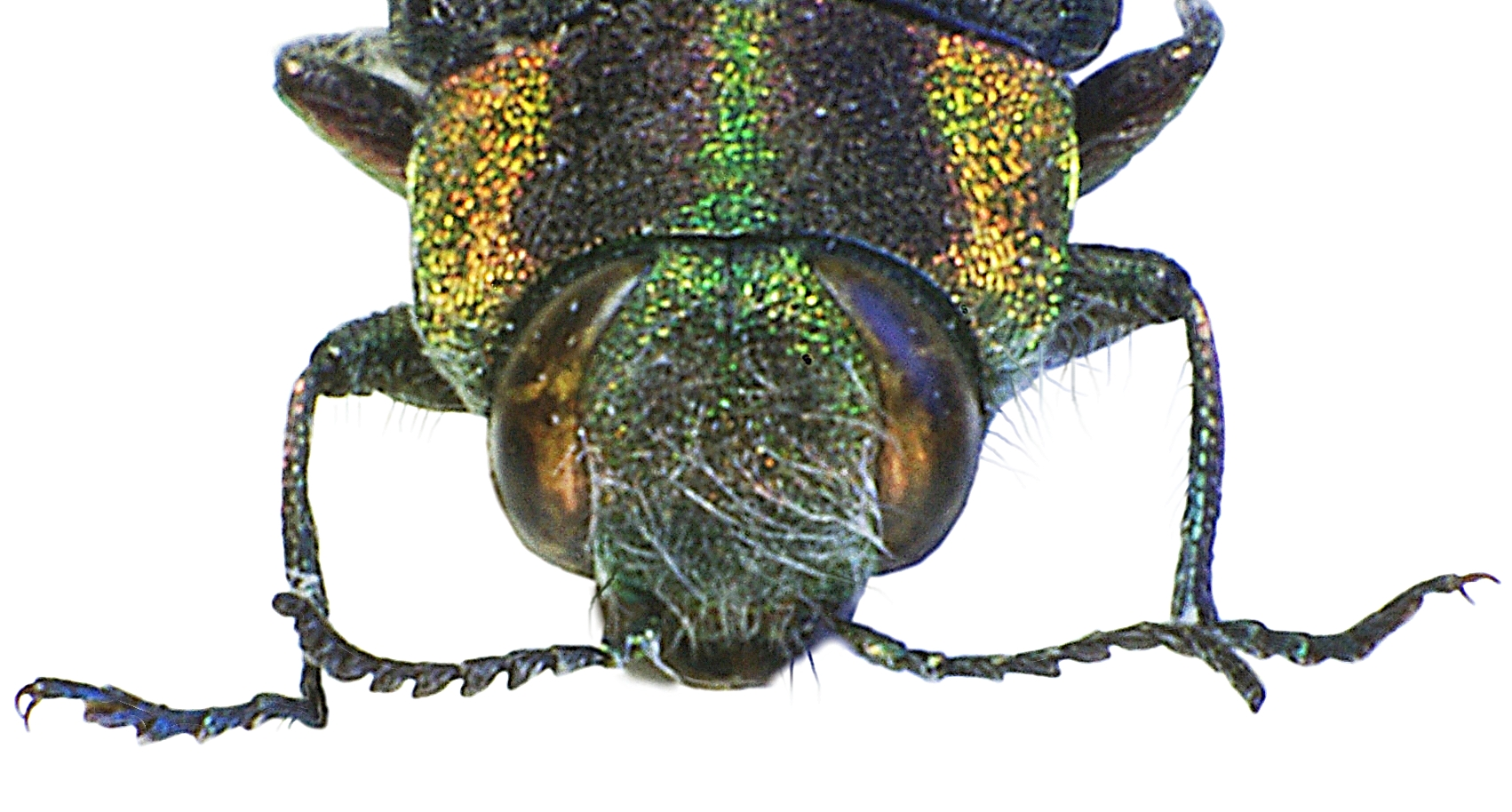
Budowa głowy i przedplecza

Gatunek ten po raz pierwszy opisany został przez Karola Linneusza w 1767 pod nazwą Buprestis manca. Na przestrzeni lat umieszczany był m.in. w rodzaju Cratomerus, w tym wyznaczony gatunkiem typowym jego podrodzaju Trichocratomerus (takson współcześnie niewyróżniany). Obecnie zaliczany jest do rodzaju Anthaxia i jego podrodzaju nominatywnego. Stanowi też takson nominatywny zdefiniowanej w 1917 roku przez Jana Obenbergera grupy blisko spokrewnionych gatunków – ang. "Anthaxia manca species group". Obejmuje ona 9 opisanych do 2013 roku gatunków (obok omawianego także: A. brodskyi, A. cupressi, A. hackeri, A. intermedia, A. magnifica, A. senicula, A. simandli, A. ulmi), rozsiedlonych w Palearktyce, głównie wokół Morza Śródziemnego, ale też w innych rejonach Eurazji, na wschód aż po południowe Chiny. Larwy większości z nich pokarmowo związane są z różnymi gatunkami wiązów, a osobniki dorosłe zazwyczaj niechętnie odwiedzają kwiaty.

## Morfologia

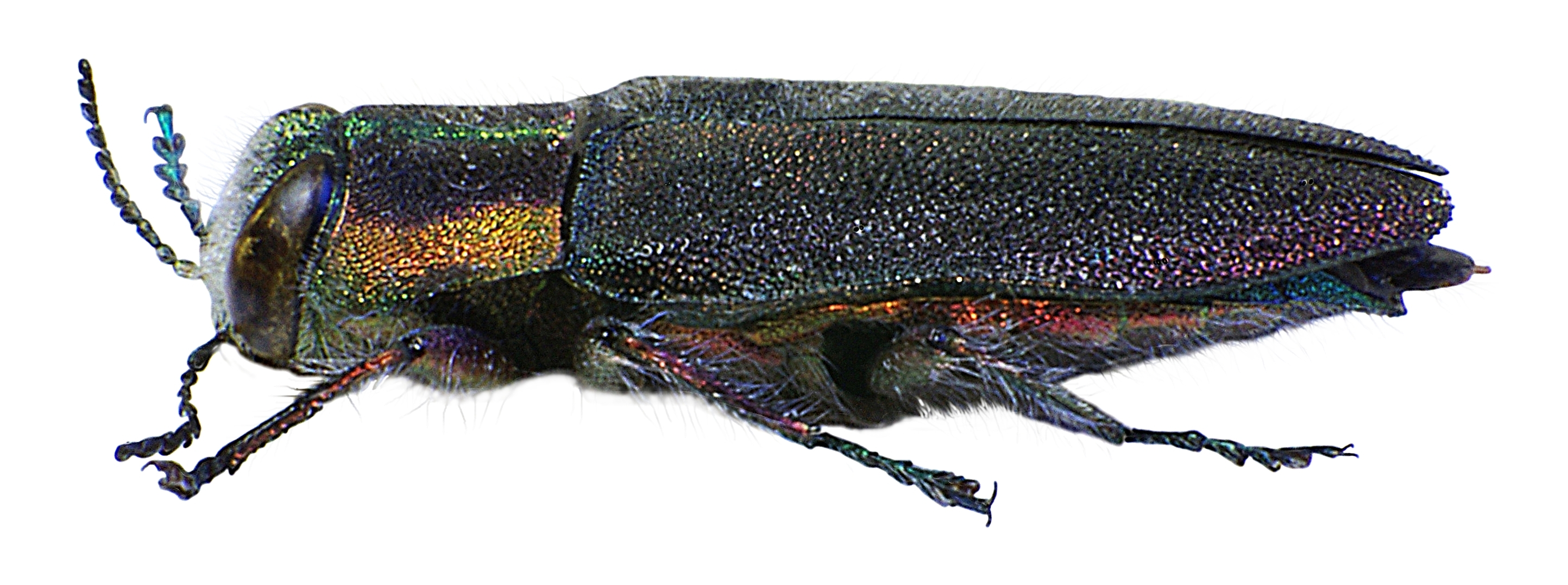
Widok z boku

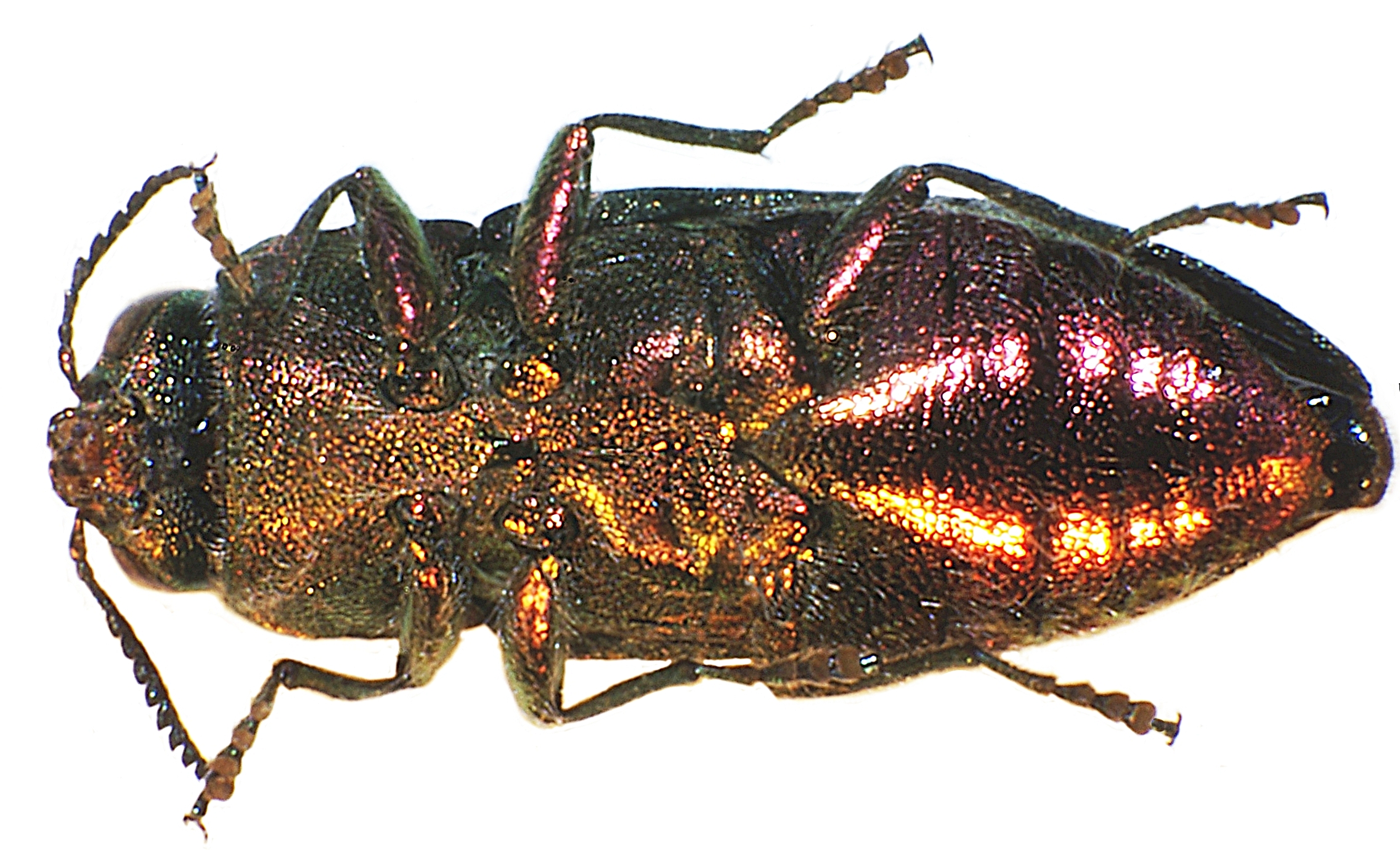
Widok od spodu

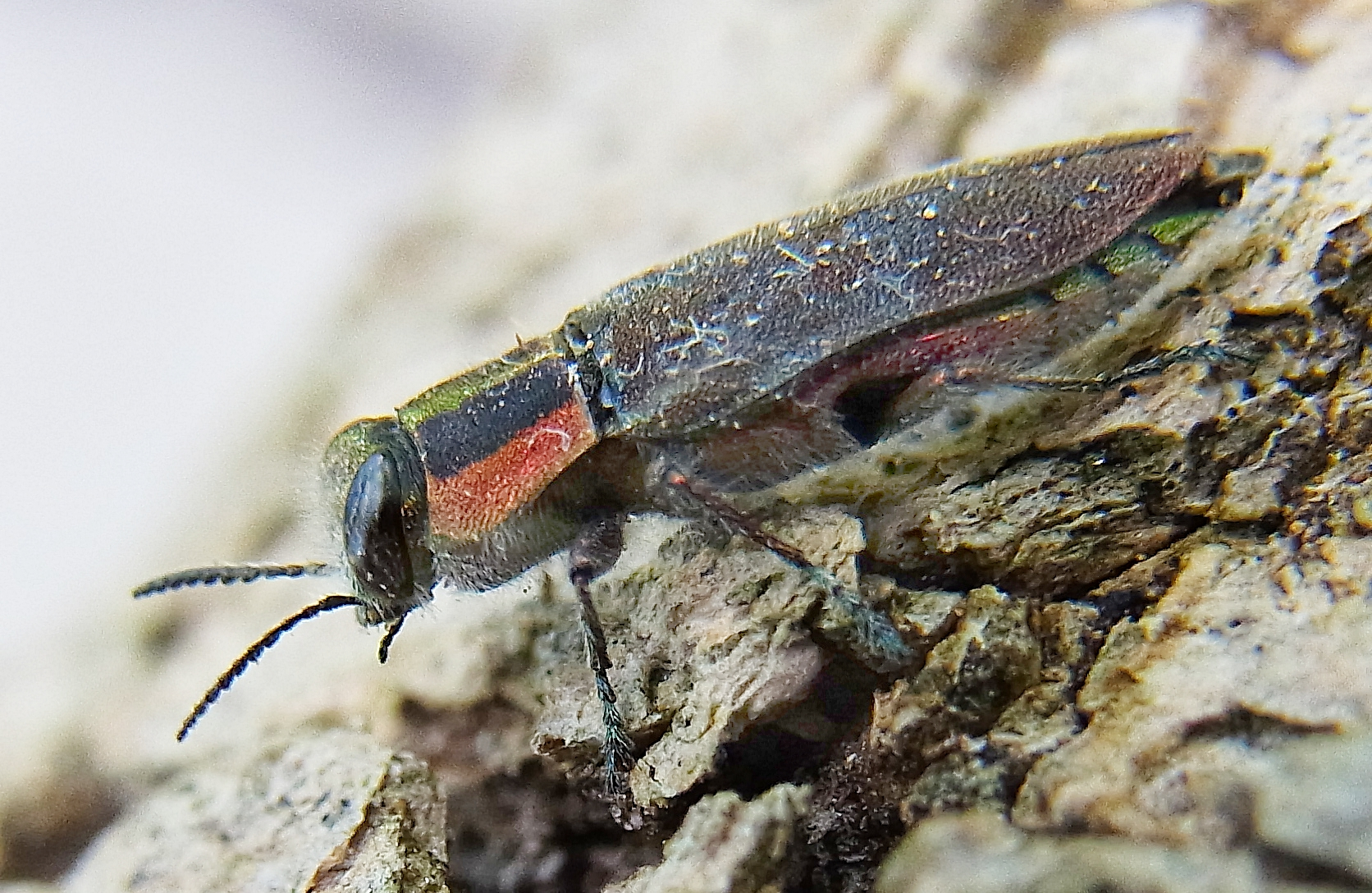
Osobnik dorosły na materiale lęgowym

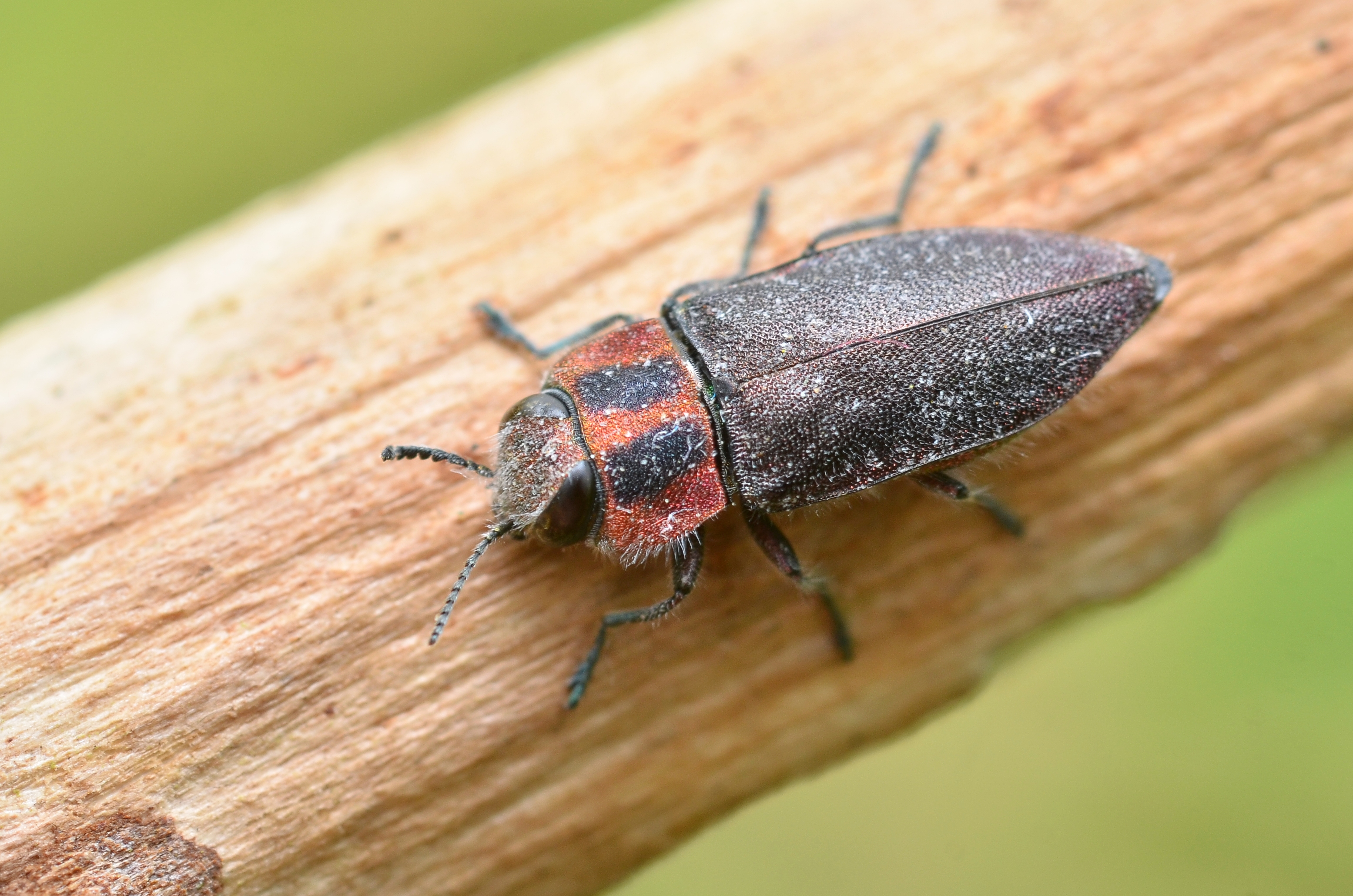

Chrząszcz o wydłużonym, płaskim ciele długości od 7 do 11 mm. Głowa ma stosunkowo duże, owalne oczy oraz płaskie czoło porośnięte sterczącym, jedwabistym, stosunkowo długim i mniej lub bardziej gęstym owłosieniem barwy białej, które bywa słabiej widoczne u starszych okazów. Czułki sięgają tylko do wysokości przedniej pary bioder, a więc są krótsze niż u podobnej A. senicula. Szersze niż dłuższe przedplecze ma boki ku przodowi niemal kanciasto wystające, potem okrągło zakrzywione i dalej, w części nasadowej, równoległe. Powierzchnia jego ma rzeźbę w postaci poprzecznych i spłaszczonych zmarszczek, nietworzących siateczki ani oczek. Kolorystyka przedplecza jest metalicznie zielonkawa, złotawa lub ruda z parą wyraźnych, ciemnych, najczęściej czarnych przepasek podłużnych. Pokrywy mają płaską, gęsto punktowaną powierzchnię. Boki ich są w przedniej połowie równoległe, a dalej zwężone. W widoku bocznym krawędzie pokryw nie są zakrzywione. Ubarwienie pokryw jest jednolite, brązowomosiężne. Podgięcia pokryw rozszerzają się od środka długości ku wierzchołkowi. Ogólnie rzeźba oskórka jest delikatniejsza niż u podobnej A. senicula. Spodnia strona ciała jest błyszcząca, metalicznie ubarwiona.

## Zasięg geograficzny
Gatunek rozsiedlony w środkowej i południowej Europie, Afryce Północnej (Maroko, Algieria), Turcji, na Kaukazie (Armenia) i w Turkmenistanie. Podawany również z Iranu, ale doniesienia te są wątpliwe i wymagają potwierdzenia.
W Europie wykazany z Portugalii, Hiszpanii, Francji (w tym z Korsyki), Szwajcarii, Austrii, Niemiec, Włoch (w tym z Sardynii i Sycylii), Malty, Słowenii, wszystkich państw leżących na Bałkanach, Węgier, Rumunii, Mołdawii, Ukrainy, Słowacji, Czech, Polski, Białorusi, Łotwy, Litwy, Estonii oraz Rosji (część południowa oraz obwód królewiecki).
W Polsce gatunek znany z nielicznych stanowisk na terenach nizinnych i pagórkowatych znajdujących się głównie w zachodniej części kraju. Podawany między innymi z rezerwatu Bielinek w województwie zachodniopomorskim, Dolnego Śląska, Wzgórz Trzebnickich, Warszawy, Ojcowa i Beskidów Zachodnich.

## Rośliny żywicielskie i aktywność

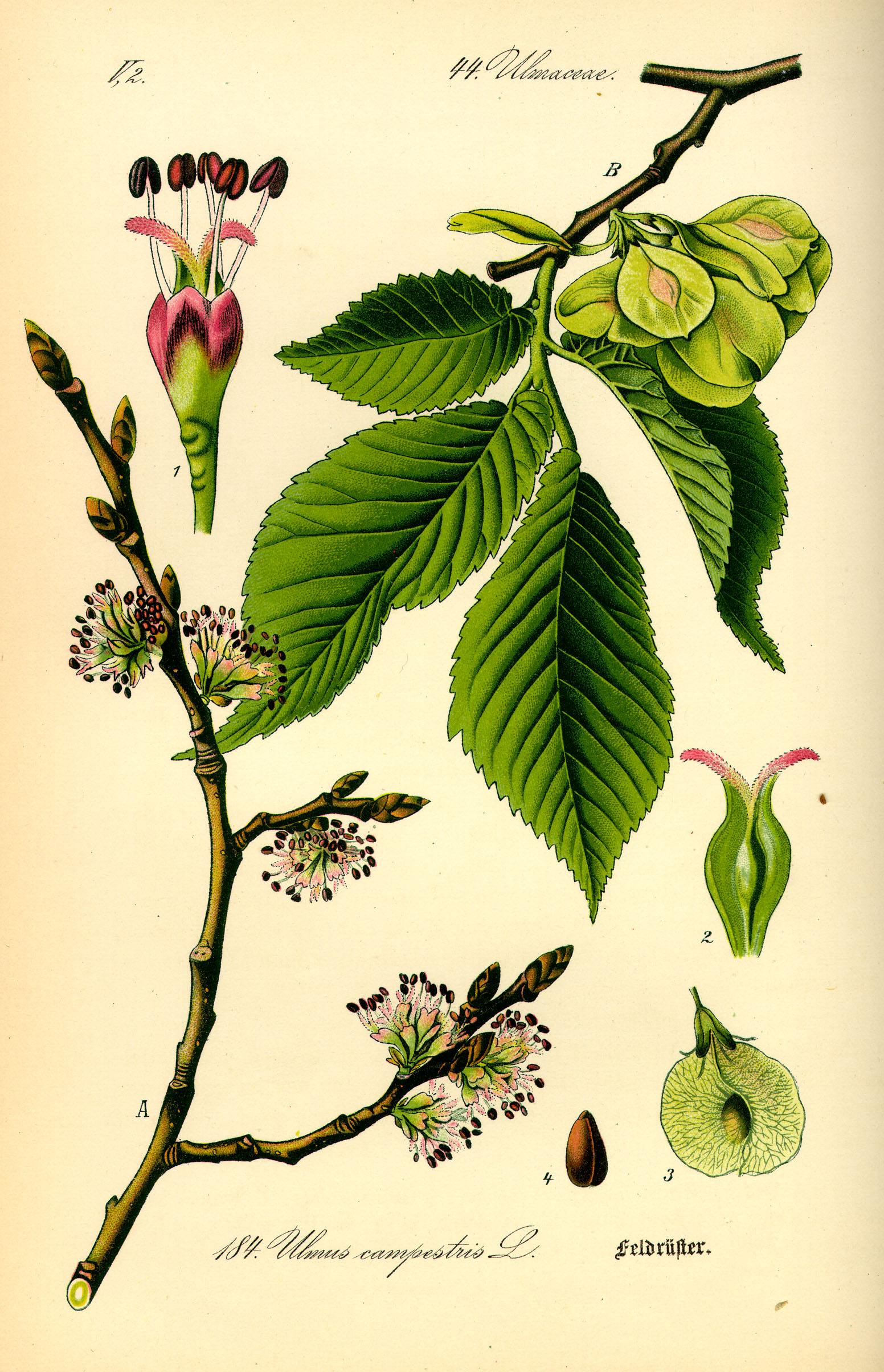
Wiąz pospolity, roślina żywicielska Anthaxia manca

Larwy rozwijają się głównie w drewnie drzew z rodzaju wiąz (Ulmus sp.). W rezerwacie Bielinek odnotowano ich liczne występowanie w dolnych partiach pni młodych, od niedawna martwych wiązów pospolitych (Ulmus minor) o średnicy 10–12 cm. 
Jako dodatkowe rośliny żywicielskie podawane są: dęby, olsze, śliwy, wiśnia wonna, klon jawor, jesion wyniosły, kruszyna pospolita, a także gatunki z rodzajów: lipa, wierzba, szakłak (w tym Rhamnus alaternus), kasztan (w tym kasztan jadalny) i topola (w tym topola osika). Anthaxia manca jest również jedynym europejskim przedstawicielem swojego rodzaju, którego larwy są w stanie zasiedlać drewno inwazyjnej, pochodzącej z Ameryki Północnej robinii akacjowej.
Postacie dorosłe Anthaxia manca w warunkach klimatycznych Polski występują od maja do lipca. Zazwyczaj przebywają na żerdziach, sągach drewna i chruście roślin żywicielskich. Rzadko zaobserwować je można na kwitnących roślinach rosnących w pobliżu materiału lęgowego.

## Parazytoidy
Larwy Anthaxia manca mogą być atakowane przez kilka gatunków pasożytniczych błonkówek. Są to Calosota aestivalis z rodziny Eupelmidae, Dolichomitus terebrans, Odontocolon geniculatus, Xorides gracilicornis i X. praecatorius z rodziny gąsięnicznikowatych oraz Monolexis foersteri, Helcon tardator, Doryctes heydenii i D. leucogaster z rodziny męczelkowatych.